# Juan José Aldunate Larraín
Juan José Aldunate Larraín (Santiago, 9 de febrero de 1782-Santiago, julio de 1875) fue un político y abogado chileno.

## Biografía
Hijo de don José Miguel Martínez de Aldunate y Garcés de Marcilla y de doña Ana María de Larraín y Lecaros. Se casó con su prima hermana doña Josefa de Larraín y Rojas.
Se graduó de Bachiller en Leyes en 1809 y obtuvo el título de abogado de la Universidad de San Felipe en 1810. Ese mismo año, fue vocal de la Primera Junta Nacional de Gobierno e integró el Tribunal Superior de Gobierno. También integró la Junta Superior de Gobierno en la Sala de Guerra.
Fue cabildante de Santiago en 1830 y ministro de la Corte de Apelaciones de la capital en 1837.
Elegido diputado por Copiapó en 1846, integró la Comisión de Guerra y Marina. Fue elegido senador por Santiago en el periodo 1867-1876, integró la Comisión de Negocios Eclesiásticos. Falleció cuando estaba en el cargo, le subrogó Álvaro Covarrubias Ortúzar.